# Campionati europei di nuoto 1977
La XIVª edizione dei campionati europei di nuoto è stata disputata a Jönköping, in Svezia, dal 13 al 21 agosto 1977.
Il programma della manifestazione è rimasto invariato rispetto all'edizione precedente.

## Medagliere
| Posizione | Paese            |    |    |    | Totale |
| --------- | ---------------- | -- | -- | -- | ------ |
| 1         | Germania Est     | 16 | 11 | 7  | 34     |
| 2         | Unione Sovietica | 7  | 9  | 7  | 23     |
| 3         | Germania Ovest   | 7  | 2  | 4  | 13     |
| 4         | Ungheria         | 3  | 1  | 1  | 5      |
| 5         | Regno Unito      | 2  | 1  | 5  | 8      |
| 6         | Paesi Bassi      | 1  | 6  | 2  | 9      |
| 7         | Cecoslovacchia   | 1  | 1  | 0  | 2      |
| 8         | Italia           | 0  | 3  | 3  | 6      |
| 9         | Svezia           | 0  | 1  | 3  | 4      |
| 10        | Jugoslavia       | 0  | 1  | 1  | 2      |
| 11        | Danimarca        | 0  | 1  | 0  | 1      |
| 11        | Romania          | 0  | 0  | 1  | 1      |
| Totale    | Totale           | 37 | 37 | 37 | 111    |

## Nuoto

### Uomini
| Evento               | Oro                                                                            | Perform. | Argento                                                                  | Perform. | Bronzo                                                                     | Perform. |
| Stile libero         |                                                                                |          |                                                                          |          |                                                                            |          |
| 100 m                | Peter Nocke                                                                    | 51"55    | Vladimir Bure                                                            | 52"02    | Marcello Guarducci                                                         | 52"11    |
| 200 m                | Peter Nocke                                                                    | 1'51"72  | Andrej Krylov                                                            | 1'51"77  | Marcello Guarducci                                                         | 1'52"35  |
| 400 m                | Sergej Rusin                                                                   | 3'54"83  | Frank Wennmann                                                           | 3'55"47  | Frank Pfütze                                                               | 3'56"46  |
| 1500 m               | Vladimir Sal'nikov                                                             | 15'16"45 | Valentin Parinov                                                         | 15'30"05 | Borut Petrić                                                               | 15'30"74 |
| Dorso                |                                                                                |          |                                                                          |          |                                                                            |          |
| 100 m                | Miloslav Roľko                                                                 | 58"35    | Zoltán Verrasztó                                                         | 58"48    | Klaus Steinbach                                                            | 58"60    |
| 200 m                | Zoltán Verrasztó                                                               | 2'03"88  | Miloslav Roľko                                                           | 2'05"07  | Jan Thorell                                                                | 2'05"22  |
| Rana                 |                                                                                |          |                                                                          |          |                                                                            |          |
| 100 m                | Gerald Mörken                                                                  | 1'02"86  | Giorgio Lalle                                                            | 1'03"81  | Walter Kusch                                                               | 1'04"17  |
| 200 m                | Gerald Mörken                                                                  | 2'16"78  | Arsens Miskarovs                                                         | 2'18"24  | Walter Kusch                                                               | 2'21"05  |
| Delfino              |                                                                                |          |                                                                          |          |                                                                            |          |
| 100 m                | Roger Pyttel                                                                   | 55"49    | Pär Arvidsson                                                            | 55"58    | John Mills                                                                 | 55"98    |
| 200 m                | Michael Kraus                                                                  | 2'00"40  | Roger Pyttel                                                             | 2'00"55  | Pär Arvidsson                                                              | 2'01"37  |
| Misti                |                                                                                |          |                                                                          |          |                                                                            |          |
| 200 m                | András Hargitay                                                                | 2'06"82  | Andrej Smirnov                                                           | 2'07"26  | Aleksandr Sidorenko                                                        | 2'08"80  |
| 400 m                | Sergej Feseko                                                                  | 4'26"83  | Andrej Smirnov                                                           | 4'28"81  | Csaba Soós                                                                 | 4'29"24  |
| Staffette            |                                                                                |          |                                                                          |          |                                                                            |          |
| 4x100 m stile libero | Germania Ovest Klaus Steinbach Andreas Schmidt Jürgen Könnecker Peter Nocke    | 3'26"57  | Italia Roberto Pangaro Paolo Revelli Paolo Sinigaglia Marcello Guarducci | 3'28"58  | Unione Sovietica Vladimir Bure Sergej Labso Sergej Kopljakov Andrej Krylov | 3'28"91  |
| 4x200 m stile libero | Unione Sovietica Vladimir Raskatov Sergej Rusin Sergej Kopljakov Andrej Krylov | 7'28"21  | Germania Ovest Frank Wennmann Klaus Steinbach Peter Knust Peter Nocke    | 7'33"28  | Germania Est Rainer Strohbach Roger Pyttel Detlev Grabs Frank Pfütze       | 7'36"94  |
| 4x100 m misti        | Germania Ovest Klaus Steinbach Gerald Mörken Michael Kraus Peter Nocke         | 3'48"73  | Germania Est Lutz Wanja Gregor Arnicke Roger Pyttel René Pläschke        | 3'49"42  | Regno Unito James Carter Duncan Goodhew John Mills Martin Smith            | 3'51"05  |

### Donne
| Evento               | Oro                                                                       | Perform. | Argento                                                                          | Perform. | Bronzo                                                                     | Perform. |
| Stile libero         |                                                                           |          |                                                                                  |          |                                                                            |          |
| 100 m                | Barbara Krause                                                            | 56"55    | Enith Brigitha                                                                   | 57"09    | Petra Priemer                                                              | 57"20    |
| 200 m                | Petra Thümer                                                              | 2'00"29  | Barbara Krause                                                                   | 2'01"40  | Annelies Maas                                                              | 2'01"76  |
| 400 m                | Petra Thümer                                                              | 4'08"91  | Annelies Maas                                                                    | 4'09"40  | Barbara Krause                                                             | 4'14"39  |
| 800 m                | Petra Thümer                                                              | 8'38"32  | Annelies Maas                                                                    | 8'39"93  | Marina Altmann                                                             | 8'52"94  |
| Dorso                |                                                                           |          |                                                                                  |          |                                                                            |          |
| 100 m                | Birgit Treiber                                                            | 1'02"63  | Ulrike Richter                                                                   | 1'03"87  | Kaire Indrikson                                                            | 1'05"25  |
| 200 m                | Birgit Treiber                                                            | 2'13"10  | Ulrike Richter                                                                   | 2'16"67  | Carmen Bunaciu                                                             | 2'17"98  |
| Rana                 |                                                                           |          |                                                                                  |          |                                                                            |          |
| 100 m                | Julija Bogdanova                                                          | 1'11"89  | Carola Nitchke                                                                   | 1'13"12  | Ramona Reinke                                                              | 1'13"76  |
| 200 m                | Julija Bogdanova                                                          | 2'35"04  | Susanne Nilelsson                                                                | 2'35"34  | Eva-Maria Håkansson                                                        | 2'38"05  |
| Delfino              |                                                                           |          |                                                                                  |          |                                                                            |          |
| 100 m                | Andrea Pollack                                                            | 1'00"61  | Christiane Knacke                                                                | 1'00"71  | Ineke Ran                                                                  | 1'03"40  |
| 200 m                | Anett Fiebig                                                              | 2'12"77  | Andrea Pollack                                                                   | 2'15"14  | Susan Jenner                                                               | 2'15"45  |
| Misti                |                                                                           |          |                                                                                  |          |                                                                            |          |
| 200 m                | Ulrike Tauber                                                             | 2'15"95  | Sabine Kahle                                                                     | 2'17"79  | Olga Klevakina                                                             | 2'19"35  |
| 400 m                | Ulrike Tauber                                                             | 4'45"22  | Sabine Kahle                                                                     | 4'50"70  | Sharron Davies                                                             | 4'54"95  |
| Staffette            |                                                                           |          |                                                                                  |          |                                                                            |          |
| 4x100 m stile libero | Germania Est Birgit Treiber Birgit Wächtler Petra Priemer Barbara Krause  | 3'49"52  | Paesi Bassi Ineke Ran Anja van de Bogaerde Annelies Maas Enith Brigitha          | 3'52"95  | Regno Unito Victoria Bullock Mary Houston Sharron Davies Cheryl Brazendale | 3'55"77  |
| 4x100 m misti        | Germania Est Ulrike Richter Carola Nitschke Andrea Pollack Barbara Krause | 4'14"35  | Unione Sovietica Kaire Indriksson Julija Bogdanova Olga Klevakina Larisa Tsareva | 4'18"12  | Germania Ovest Heike John Dagmar Rehak Karin Seick Jutta Meeuw             | 4'19"05  |

## Tuffi

### Uomini
| Evento          | Oro               | Perform. | Argento              | Perform. | Bronzo             | Perform. |
| Trampolino 3m   | Falk Hoffmann     | 592.20   | Giorgio Cagnotto     | 572.70   | Aleksandr Kosenkov | 536.67   |
| Piattaforma 10m | Uladzimir Alejnik | 542.31   | Davit' Hambarjowmyan | 541.35   | Falk Hoffmann      | 532.35   |

### Donne
| Evento          | Oro            | Perform. | Argento              | Perform. | Bronzo         | Perform. |
| Trampolino 3m   | Christa Köhler | 444.30   | Beate Rothe          | 418.35   | Irina Kalinina | 411.15   |
| Piattaforma 10m | Margit Schöpke | 363.00   | Elena Vajcechovskaja | 359.19   | Irina Kalinina | 347.46   |

## Nuoto sincronizzato
| Evento  | Oro                                   | Perform. | Argento                                   | Perform. | Bronzo                               | Perform. |
| Solo    | Jackie Cox                            | 157.630  | Marijke Engelen                           | 143.320  | Renate Baur                          | 140.420  |
| Duo     | Regno Unito Jackie Cox Andrea Holland | 153.910  | Paesi Bassi Marijke Engelen Helma Giuvers | 144.254  | Svizzera Renate Baur Liselotte Meyer | 140.590  |
| Squadra | Paesi Bassi                           | 150.320  | Regno Unito                               | 149.770  | Svizzera                             | 136.030  |

## Pallanuoto
| Evento                 | Oro      | Argento    | Bronzo |
| T. Maschile (Dettagli) | Ungheria | Jugoslavia | Italia |

## Fonti
- (EN) Gbrathletics.com.